# 夏緒
夏緒（なつお、1995年8月9日 -）は、日本の元女優。東京都出身。スターダストプロモーション所属。
『龍が如く 劇場版』にて、ヒロインの少女「澤村遥」役で子役として映画デビュー。

## 人物
- 趣味：ファッション雑誌を読むこと、ネットサーフィン
- 特技：変顔（ホラー系）

## 出演

### 映画
- 龍が如く 劇場版（2007年、東映） - 澤村 遥 役
- 感染列島（2009年1月、東宝） - 神倉 茜 役
- カミングアウト（2014年11月29日） - 黄瀬美穂 役
- Miss Fortune（2015年2月、Gyao） - 貞子 役（公式サイト http://miss-fortune.com/）
- ゆらり（2017年11月4日、ベストブレーン） - 「赤木箱」の宿泊客 役

### テレビドラマ
- GTO（2012年7月 - 9月、関西テレビ） - 太田秀美 役
  - GTO 秋も鬼暴れスペシャル（2012年10月2日）
  - GTO 正月スペシャル! 冬休みも熱血授業だ（2013年1月2日）
  - GTO 完結編 〜さらば鬼塚! 卒業スペシャル〜（2013年4月2日）
- ホリック〜xxxHOLiC〜 第4話（2013年3月17日、WOWOW） - セリカ 役
- 恋文日和 第5話（2014年2月4日、日本テレビ） - ひろみ 役
- 土曜ワイド劇場「家裁調査官・山ノ坊晃」～紛争解決100％の男～ ＃1（2016年5月7日、テレビ朝日）- 佐久間エリカ役
- 小さな巨人（2017年4月 - 6月、TBS） -  神尾 梢 役

### ミュージックビデオ
- Transistory Project「雪のあかり」（2021年3月4日） - あかり 役